# Faysal I d'Iraq
Fayṣal ibn al-Ḥusayn ibn ʿAlī (Ta'if, 20 maggio 1885 – Berna, 8 settembre 1933) è stato il primo re dell'Iraq dal 1921 fino alla sua morte e re della Siria dal 1918 al 1920.
Animatore della rivolta araba contro gli ottomani (sollecitata e aiutata dal Regno Unito con la corrispondenza Husayn-McMahon), egli apparteneva alla famiglia hascemita.

## Biografia

### Giovinezza
Fayṣal nacque a Ṭāʾif (oggi in Arabia Saudita) nel 1885, terzo figlio di al-Ḥusayn ibn ʿAlī, sharīf de La Mecca. Crebbe a Istanbul, ove, grazie al padre, ebbe modo di apprendere le prime nozioni di politica e leadership.
Nel 1913 fu eletto rappresentante della città di Gedda nel parlamento ottomano e nel 1916, in visita a Damasco, aderì al gruppo clandestino al-Fatah (la Giovane), un'organizzazione anti-ottomana composta da nazionalisti arabi.

### Prima guerra mondiale
Fayṣal operò quindi per gli Alleati nel corso della prima guerra mondiale come comandante delle truppe arabe che suo padre aveva autorizzato a formare in seguito alla sua proclamazione della "rivolta araba" contro il regime di Istanbul. In questa sua attività militare ebbe il sostegno finanziario e operativo della Gran Bretagna, che distaccò presso di lui il tenente Thomas Edward Lawrence, più noto come "Lawrence d'Arabia".
Partecipò così alle operazioni che videro come teatro d'azione la Transgiordania ed entrò per primo a Damasco, anticipando l'ingresso britannico del generale Allenby, e nell'antica capitale del califfato omayyade formò un governo arabo nel 1918, ignaro che, in base agli accordi Sykes-Picot (tenuti accuratamente segreti agli arabi), Gran Bretagna e Francia s'erano spartiti l'intera area vicino-orientale ex ottomana, stabilendo l'assegnazione della Siria e del Libano alla Francia, mentre Fayṣal e suo padre invece ritenevano che in cambio della cessione della Siria meridionale per farne un focolare ebraico, la Siria settentrionale ed il Libano, assieme all'Iraq, sarebbero divenute un regno arabo, di cui Fayṣal sarebbe stato re.

### Dopo la guerra

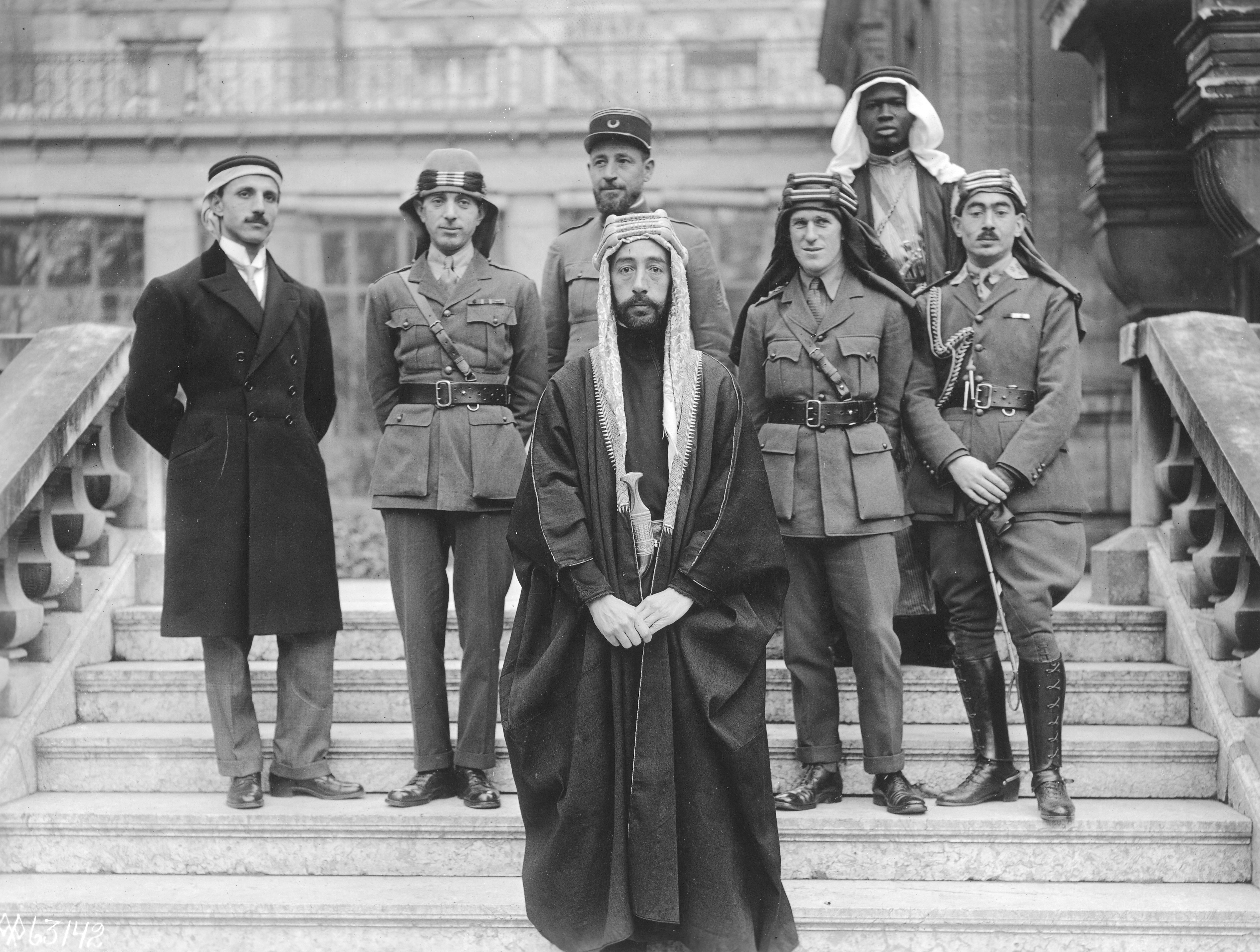
L'allora emiro Faysal a un ricevimento da lui organizzato a Versailles durante la conferenza di pace di Parigi del 1919. Al centro, da sinistra a destra, Rustem Haydar, Nūrī al-Saʿīd, l'emiro, il capitano Pisani (dietro Faysal) T.E. Lawrence (Lawrence d'Arabia), un ignoto servitore di Faysal e il capitano Tahsīn Qādrī.

Fayṣal guidò quindi la delegazione araba che alla conferenza di pace di Parigi del 1919 cercò di far valere le vacue promesse fatte all'epoca da Sir Henry McMahon e, grazie all'aiuto della ben nota e assai influente Gertrude Bell, riuscì a ottenere che alcuni paesi arabi fossero guidati dalla dinastia hascemita, cui egli apparteneva.

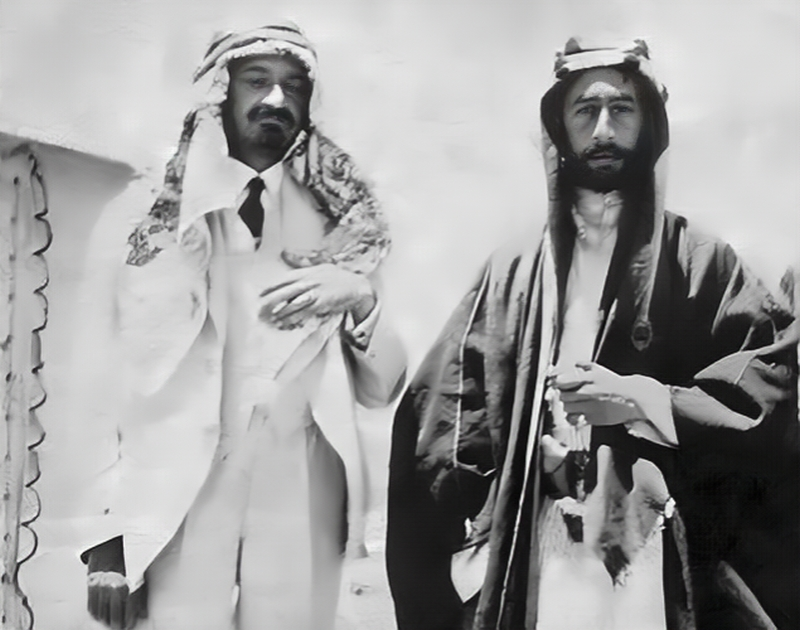
L'emiro Fayṣal e Chaim Weizmann (a sinistra, anch'egli con abiti arabi, in segno d'amicizia), 1918

Il 3 gennaio 1919 firmò con Chaim Weizmann, presidente dell'Organizzazione sionista mondiale, un accordo in cui Fayṣal accettava la condizione che la dichiarazione Balfour costituisse una delle basi di discussione per il futuro dell'area alla fine del dominio britannico: un accordo che tuttavia non ebbe mai seguito.

### Re di Siria e d'Iraq

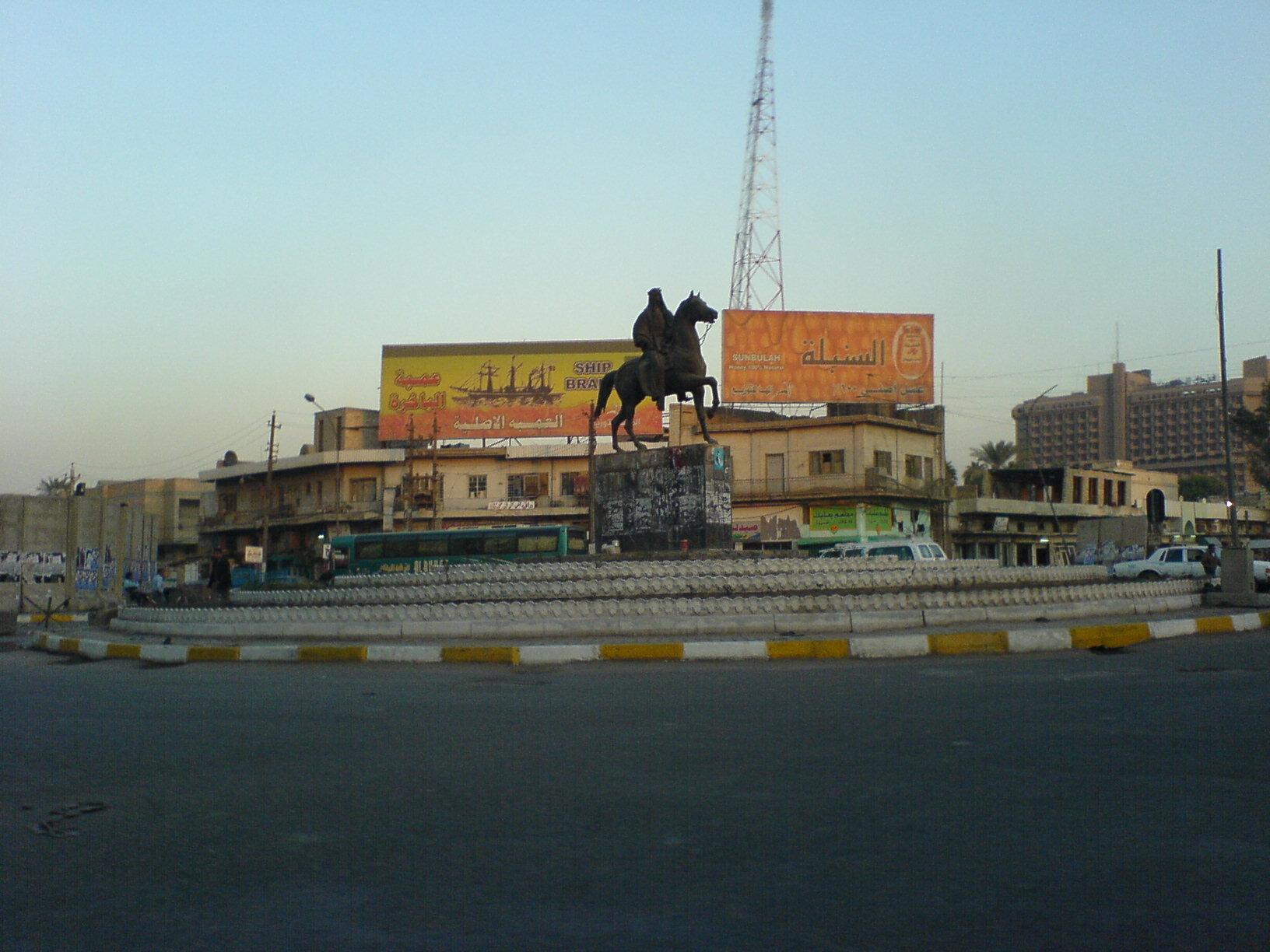
Statua del re Faysal nell'omonima piazza al termine del viale Haifa a Baghdad

Il 7 marzo 1920 Fayṣal venne proclamato re del Regno Arabo di Siria (nucleo di una auspicata Grande Siria) dal Congresso Nazionale Siriano del governo di Hashim al-Atassi. Nell'aprile del 1920 la conferenza di Sanremo affidò alla Francia il mandato sulla Siria, scatenando subito la guerra franco-siriana, che soppresse il regno arabo damasceno. Nella battaglia di Maysalun del 24 luglio 1920 i francesi furono vittoriosi e Fayṣal fu espulso dalla Siria. In agosto si trasferì nel Regno Unito, ove visse per un anno intero.
Nel marzo del 1921, con la conferenza del Cairo, i rappresentanti britannici presenti pensarono che Fayṣal sarebbe stato un ottimo candidato per governare l'Iraq, sul quale il Regno Unito aveva ricevuto dalla Società delle Nazioni un mandato di tutela. Malgrado ciò, pochissimi in Iraq conoscevano o potevano appoggiare Fayṣal e pertanto questa sua scarsa popolarità avrebbe potuto portare all'assegnazione di un trono instabile.
Di conseguenza il governo di Londra, al fine di assicurarsi il controllo sul mandato, decise di fare un passo indietro sulla diretta amministrazione dello Stato e di creare una monarchia in Iraq, pur mantenendo formalmente il protettorato. A seguito di un plebiscito, col 96% della popolazione favorevole (anche se tali dati non furono accurati), Fayṣal venne posto al potere e proclamato re nell'agosto del 1921.
Dati i propri precedenti, egli cercò di coltivare ottime relazioni tra Iraq e Siria. Per migliorare l'istruzione nel paese, Fayṣal assunse medici ed insegnanti e nominò Sati' al-Husri, ex ministro dell'istruzione a Damasco, direttore del ministero dell'istruzione iracheno. Questa apertura nei confronti del resto del mondo arabo portò a risentimenti nei confronti dei siriani e dei libanesi in Iraq.
Fayṣal inoltre aprì nuove vie di comunicazione nel deserto da Baghdad a Damasco e da Baghdad ad Amman; ciò portò interesse sulla raffineria di Mosul e con tutta probabilità aprì il via ad un piano per costruire un oleodotto verso il Mar Mediterraneo che avrebbe potuto aiutare economicamente l'Iraq, incrementando ulteriormente il desiderio del paese di influenzare l'oriente arabo. Durante il suo regno il sovrano si prodigò largamente per rafforzare l'esercito iracheno e tentò addirittura di introdurre una coscrizione militare, in modo da raggiungere gli obiettivi previsti, cosa che però non avvenne.
Nel 1925, dopo la grande rivoluzione siriana, il governo francese, colpito dai risultati di Fayṣal, iniziò a consultarlo sull'amministrazione del territorio ed il re suggerì di restaurare il potere degli hashemiti a Damasco.
Fayṣal vide inoltre il trattato anglo-iracheno del 1930 come ostacolo al suo progetto di panarabismo, anche se esso aveva consentito all'Iraq di ottenere una maggiore indipendenza politica. La limitazione ovvia imposta dal trattato era l'assoluta dipendenza dalla Gran Bretagna, il che avrebbe inevitabilmente bloccato le relazioni con la Siria, amministrata dalla Francia: ciò impediva l'unione tra le due principali regioni del mondo arabo, e ciò costituivs un punto critico del programma politico di Fayṣal. Al contrario, i nazionalisti arabi in Iraq vedevano di buon occhio il trattato, che ritenevano un progresso che collocava gli arabi in una condizione migliore di quella che stavano sperimentando in Siria e in Palestina.
Nel 1932 il mandato britannico in Iraq terminò e Fayṣal divenne il simbolo dell'indipendenza nazionale. Il 3 ottobre il Regno dell'Iraq aderì alla Lega delle Nazioni. Fayṣal disse di aver fatto un sogno nel quale gli era apparso il compagno del profeta Hudhayfa ibn al-Yaman che gli avrebbe detto: "O re! Rimuovi Jābir b. ʿAbd Allāh al-Anṣārī e me dalle rive del fiume Tigri e seppelliscici in un posto più sicuro, dal momento che la mia tomba è già piena d'acqua e quella di Jābir si sta riempiendo lentamente". Quell'anno numerosi musulmani, e non solo, oltre al re, al gran muftī, al primo ministro e al principe Fārūq d'Egitto, si recarono ad aprire le tombe dei due compagni di Maometto: si affermò che entrambi i corpi fossero stati ritrovati in perfette condizioni, con gli occhi aperti e pieni di luce divina; inoltre, sia le bare sia i loro vestiti erano intatti, al punto da farli sembrare vivi. I due corpi vennero a questo punto trasportati altrove e sepolti nei pressi della tomba dell'altro compagno, Salman al-Farsi, nel parco di Salmān, a 30 chilometri da Baghdad.
Nell'agosto del 1933 incidenti come il massacro di Simele causarono tensioni tra Regno Unito e Iraq. Il primo ministro Ramsay MacDonald ordinò all'alto commissario in Iraq Francis Humphrys di recarsi nel paese arabo immediatamente dopo aver avuto la notizia dell'uccisione di numerosi assiri cristiani. Il governo britannico ordinò a Fayṣal di rimanere a Baghdad per punirlo di questo massacro, ma per tutta risposta il re rispose alla legazione britannica: "Anche se ora è tutto a posto in Iraq, nonostante la mia salute malferma, devo attendere l'arrivo di sir Francis Humphrys a Baghdad, ma non c'è ragione. Informo il governo britannico con il contenuto dei miei telegrammi."

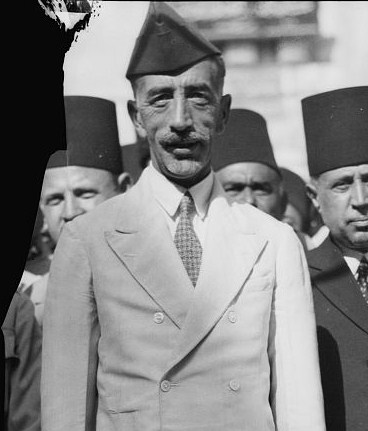
Il re Faysal visita Gerusalemme nel 1933

Nel luglio del 1933, poco prima della morte, Fayṣal si recò a Londra, dove non mancò di esprimere la propria preoccupazione per l'attuale situazione in Palestina, in cui l'elemento arabo era entrato in forte fermento a seguito della crescente immigrazione illegale ebraica. Egli chiese ai britannici di limitare quell'afflusso, che alterava il rapporto demografico nei territori mandatari, e di vietare la vendita delle terre, per paura che "viceversa il futuro prossimo del mondo arabo sarà quello di essere spremuto fuori dalla Palestina o ridotto a una schiavitù economica e sociale.”

### Morte
Fayṣal morì l'8 settembre 1933, all'età di 48 anni, ufficialmente a causa di un infarto, mentre si trovava a Berna per un controllo medico. Gli succedette al trono il figlio primogenito Ghāzī. Sorsero molti dubbi circa la sua morte, dal momento che i medici svizzeri avevano assicurato che era in salute e nulla poteva seriamente minarlo; la sua infermiera personale notò inoltre dei segni di avvelenamento da arsenico dopo la morte e alcuni amici che lo accompagnavano notarono come quel giorno egli avesse accusato dolori allo stomaco (segno di avvelenamento) e non al petto (tipico segno di infarto). Il corpo del re venne mummificato in fretta prima che un'autopsia potesse appurare l'esatta causa della morte.
In una piazza intitolata a lui, alla fine di viale Haifa a Baghdad, venne costruita una statua del re Fayṣal a cavallo, realizzata da uno scultore italiano; la statua fu eliminata in seguito al crollo della monarchia irachena nel 1958, ma successivamente venne ricollocata nella posizione originaria.

## Famiglia
Nel 1904, a Istanbul, sposò Huzayma bint Nasser, sharifa araba. Da lei ebbe tre figlie e un figlio:
- Azza bin Faysal d'Iraq (1905 - 1960). Sposò un uomo di origini comuni greco-italiano e venne naturalizzata cittadina italiana. Si salvò così dal colpo di Stato iracheno del 1958 che sterminò la sua famiglia, sebbene morì due anni dopo di malattia.
- Rajiha bin Faysal d'Iraq (1907 - 1959). Malata di cancro e in cura all'estero, si salvò così dal colpo di Stato iracheno del 1958, sebbene morì l'anno successivo.
- Raifia bint Faysal d'Iraq (1910–1934)
- Ghazi I d'Iraq (1912 - 1939). Re d'Iraq dopo suo padre. Sposò Aliya di Hejaz, da cui ebbe Faysal II d'Iraq, ultimo re del Paese.

## Filmografia
- Lawrence d'Arabia, di David Lean, del 1962.